# Hugh Aynesworth
Hugh Grant Aynesworth (Clarksburg, Virginia Occidental; 2 de agosto de 1931-Dallas, 23 de diciembre de 2023) fue un periodista, reportero de investigación, autor y profesor estadounidense. Se informó que Aynesworth fue testigo del asesinato de John F. Kennedy en Dealey Plaza, la captura y arresto de Lee Harvey Oswald en el Texas Theatre y el tiroteo de Oswald por parte de Jack Ruby en el sótano de la sede de la policía de Dallas.

## Primeros años
Aynesworth nació en Clarksburg, Virginia Occidental. Criado en la pobreza, su madre ayudó a mantener a la familia lavando ropa y limpiando casas, incluida una propiedad de un hombre que más tarde le proporcionaría cien dólares para que pudiera comprar libros en la universidad. Aynesworth se graduó de la escuela secundaria Roosevelt-Wilson en Nutter Fort, Virginia Occidental, luego asistió a Salem College en Salem, Virginia Occidental antes de abandonar después de un semestre para trabajar en periodismo a tiempo completo. 

## Periodismo
Aynesworth comenzó como periodista menor en 1948. Primero trabajó en su estado natal como autónomo para Clarksburg Exponent-Telegram.
Los siguientes dos puestos de Aynesworth fueron en los periódicos  cuyo propietario era Donald W. Reynolds en Fort Smith, Arkansas. De 1950 a 1954, fue editor de deportes para el Fort Smith Times Record y ganaba 32 dólares a la semana. A la edad de 23 años, fue contratado como editor jefe del Southwest American. Según Aynesworth, en ese momento pudo haber sido el editor en jefe más joven de un diario en los Estados Unidos.  También realizó su primera entrevista con un asesino mientras trabajaba en el American. En 1957, Aynesworth dejó el American después de una disputa con Reynolds sobre la compensación.
Aynesworth era redactor de negocios para el Dallas Times Herald,  más adelante fue contratado para trabajar para United Press International en una oficina de noticias de Denver, Colorado, en 1959. Mientras todavía estaba en recuperación de un apuñalamiento que había recibido, fue entrevistado y contratado por el Dallas Morning News en 1960.
Aynesworth cubrió el programa espacial de Estados Unidos para el Dallas Morning News como reportero espacial y de aviación, cargo que ocupaba en el momento del asesinato de Kennedy en 1963. En 1967, comenzó a trabajar para Newsweek en su oficina de Houston, donde finalmente sucedió a Philip Carter como jefe de esa oficina.  Al regresar al Dallas Times Herald, donde comenzó a trabajar en la década de 1950, Aynesworth fue jefe de investigación en 1975.
En ABC News, Aynesworth fue periodista investigador de 20/20. A mediados de la década de 1990, fue jefe de la oficina de Dallas/Sudoeste del Washington Times.    En 2007, Aynesworth fue elegido presidente del Press Club of Dallas, de 300 miembros, organización de la que había sido miembro desde principios de 1960. Formó parte de la junta directiva del Premio Nacional de Periodismo MOLLY del Texas Observer.
Aynesworth fue nominado al Premio Pulitzer seis veces y fue finalista cuatro veces.

## Autoría
Aynesworth fue coautor de siete libros con Stephen G. Michaud. Su libro de 2003 JFK: Breaking the News es "un complemento de un documental sobre el 40 aniversario del evento".

## Muerte
En sus años posteriores, Aynesworth vivió en Dallas, donde falleció el 23 de diciembre de 2023, a la edad de 92 años.